# Franco Ballerini
Franco Ballerini (Florència, 11 de desembre de 1964 - Pistoia, 7 de febrer de 2010) va ser un ciclista italià, que fou professional entre 1986 i 2001. Els seus èxits esportius més importants foren dues victòries a la París-Roubaix, el 1995 i el 1998. Al seu palmarès també trobem altres clàssiques, com l'Omloop Het Volk i la París-Brussel·les.
Una vegada retirat de la competició ciclista va dirigir l'equip nacional d'Itàlia, guanyant els Campionats del món de 2002, amb Mario Cipollini, 2006 i 2007, amb Paolo Bettini i 2008, amb Alessandro Ballan. El 2004 també guanyà la medalla d'or als Jocs Olímpics d'Atenes, amb Paolo Bettini.
Va morir el 7 de febrer de 2010 mentre prenia part en el ral·li de Larciano. El cotxe pilotat per Alex Ciardi va sortir de la pista, estavellant-se contra un mur d'una casa de Casa al Vento, per tot seguit volcar, sent la part més afectada la del copilot. Les assistències mèdiques traslladaren Ballerini a l'hospital de Pistoia on els metges no pogueren fer res per salvar-li la vida

## Palmarès
- 1987
  - 1r al Tre Valli Varesine
- 1989
  - 1r al Gran Premi Ciutat de Camaiore
- 1990
  - 1r al Giro del Piemonte
  - 1r a la París-Brussel·les
  - 1r al Giro de Campania
  - 1r al Gran Premi de les Amèriques
- 1991
  - 1r al Giro della Romagna
  - Vencedor d'una etapa al Giro d'Itàlia
- 1995
  - 1r a l'Omloop Het Volk
  - 1r a la París-Roubaix
- 1996
  - 1r al Gran Premi de Valònia
  - Vencedor d'una etapa de la Volta a Àustria
- 1998
  - 1r a la París-Roubaix

### Resultats al Tour de França
- 1992. 115è de la classificació general
- 1993. 61è de la classificació general
- 1998. Abandona (16a etapa)

### Resultats al Giro d'Itàlia
- 1987. 124è de la classificació general
- 1990. 109è de la classificació general
- 1991. Abandona. Vencedor d'una etapa

### Resultats a la Volta a Espanya
- 1997. 97è de la classificació general